# Pseudadorium
Pseudadorium  (лат.) — род жуков-листоедов (Chrysomelidae) из трибы земляные блошки (Alticini, Galerucinae). Около 20 видов. Мадагаскар. Мелкие жуки (около 7 мм) желтовато-коричневого цвета. Обладают прыгательными задними ногами с утолщёнными бёдрами. Усики 11-члениковые (3-й сегмент короче первого). Лоб отчётливо дистально возвышается. Фронтальные валики не пролонгированы до клипеуса. Питаются растениями. Полифаги.
Род по строению близок к Hemipyxis, в который включали его представителей. Некоторые таксоны Hemipyxis с Мадагаскара перенесены в состав рода Pseudadorium: Hemipyxis balyana (Csiki in Heikertinger and Csiki 1940) = Pseudadorium balyanum (Csiki in Heikertinger and Csiki 1940); Hemipyxis brevicornis (Jacoby, 1892) = Pseudadorium brevicornis (Jacoby, 1892); Hemipyxis cyanea (Weise, 1910) = Pseudadorium cyaneum (Weise, 1910); Hemipyxis gynandromorpha Bechyné, 1958 = Pseudadorium gynandromorphum (Bechyné, 1958); Hemipyxis latiuscula Bechyné, 1958 = Pseudadorium latiusculum (Bechyné, 1958); Hemipyxis soror (Weise, 1910) = Pseudadorium soror (Weise, 1910).
- Pseudadorium vernicatum Fairmaire, 1885typus